# Francisco Dall'Anese
Francisco Javier Dall'Anese Ruiz (Grecia, Alajuela; marzo de 1960) es un connotado jurista y escritor costarricense que ha sido fiscal general de Costa Rica y jefe de la Comisión Internacional Contra la Impunidad en Guatemala. En 2012 debutó como novelista firmando Francisco J. Dall'Anese. 

## Biografía
Dall'Anese hizo la educación primaria en la escuela Guatemala y la secundaria en el colegio Marista, ambos establecimientos de Alajuela, provincia donde pasó su niñez y adolescencia. Estudió Derecho en la Universidad de Costa Rica.
Ha sido profesor de derecho penal en su alma máter y ha escrito en coautoría varios libros y decenas artículos académicos sobre temas de penales, judiciales y de derecho procesal.
Entre los años 1983 y 2010 sirvió en Costa Rica como agente fiscal del Ministerio Público, juez de Instrucción Penal, juez superior penal de la Corte Suprema de Justicia y fiscal general entre el 1 de diciembre de 2003 al 1 de agosto de 2010, cargo este último en el que tuvo que lidiar contra el narcotráfico, la delincuencia organizada y la corrupción, incluidas las investigaciones de dos expresidentes del país. Fue presidente pro tempore del Consejo Centroamericano y del Caribe de Ministerios Públicos (2010); el 30 de junio del mismo año, el secretario general de las Naciones Unidas, Ban Ki-moon, lo nombró Comisionado Internacional de la Comisión Internacional Contra la Impunidad en Guatemala en sustitución del español Carlos Castresana, quien dimitió por el «incumplimiento» del Estado guatemalteco con su compromiso de combatir la impunidad. Para asumir su nuevo cargo, Dall'Anese renunció a la fiscalía general de Costa Rica el 1 de agosto de ese año; estuvo en ese puesto hasta septiembre de 2013 cuando su contrato caducó y decidió no renovarlo por asuntos «personales».
Su hijo Francisco Dall'Anese Álvarez fue director del Servicio Fitosanitario de Costa Rica.
Debutó como novelista en 2012 al publicar la novela policial La huella de los zopilotes, basada en un hecho real ocurrido seis años antes. 

## Premios y reconocimientos
- Doctor honoris causa por la Universidad Escuela Libre de Derecho de Costa Rica, 2004[4][1]
- Premio Nacional de Valores 2005 otorgado por la Comisión Nacional de Valores en reconocimiento a sus acciones para combatir la delincuencia organizada[4]
- Premio Italia 2009 (Comité de los Italianos en el Extranjero)
- Orden al Mérito Civil dada en 2010 por el rey Juan Carlos I de España

## Novelas
- La huella de los zopilotes, policiaca, Alfaguara, Guatemala, 2012